# Доброгоща (Брагінський район)
Доброгоща — (біл. пасёлак Дабрагошча), село (поселення) в складі Брагінського району розташоване в Гомельській області Білорусі. Село підпорядковане Маложинській сільській раді і в ньому мешкає 9 осіб (станом на 2004 рік).
Поселення Доброгоща розташоване на південному сході Білорусі, у південній частині Гомельської області, за 22 кілометри східніше від районного центру Брагіна.